# Majane Lijane
Majane Lijane es una deportista lesotense que compitió en taekwondo. Ganó una medalla de plata en el Campeonato Africano de Taekwondo de 1996 en la categoría de –55 kg.

## Palmarés internacional
| Campeonato Africano | Campeonato Africano       | Campeonato Africano | Campeonato Africano |
| Año                 | Lugar                     | Medalla             | Categoría           |
| ------------------- | ------------------------- | ------------------- | ------------------- |
| 1996                | Johannesburgo (Sudáfrica) | Medalla de plata    | –55 kg              |